# كوخيسيس دي إسكار
كوخيسيس دي إسكار (بالإسبانية: Cogeces de Íscar)‏ هي بلدية تقع في مقاطعة بلد الوليد، قشتالة وليون، إسبانيا. حسب تعداد 2004 (المعهد الوطني للإحصائيات) كان عدد سكان البلدية 155 نسمة.